# Мараваль (река)
Мараваль (англ. Maraval) — река в Тринидаде и Тобаго, протекающая на северо-западе острова Тринидад.

## География
Исток реки находится где-то в Северном хребте. Река течет на юг через город Порт-оф-Спейн и впадает в залив Пария.
Длина реки составляет 4,39 километра, а средняя высота над уровнем моря — 8 м.

## История
В 1850-х годах на реке была построена плотина и фильтрационная установка. Вплоть до 1900-х годов река была главным источником воды в городе Порт-оф-Спейн.

## Экология
Река сильно загрязнена бытовыми и промышленными отходами, так как на ней стоит столица страны и крупный индустриальный центр — Порт-оф-Спейн.
За состоянием реки на данный момент следит Управление водоснабжения и очистных сооружений страны.